# La fièvre monte à El Pao
La fièvre monte à El Pao (La fiebre sube a El Pao en España y Los ambiciosos en México) es una película franco-mexicana basada en una novela de Henri Castillou, dirigida en 1959 por el director hispano-mexicano Luis Buñuel.

## Argumento
Un honrado funcionario de prisiones de un ficticio estado centroamericano ambiciona ascender en el escalafón, pero para hacerlo se enfrenta a una serie de juegos de poder que, en muchos casos, son muy sucios. Para hacer frente a las intrigas de otros funcionarios y militares, urde un plan con la ayuda de su amante.
- Datos: Q1431511